# Grothendieck–Teichmüllergrupp
Inom matematiken är Grothendieck–Teichmüllergruppen GT en grupp nära relaterad till (och möjligen lika med) den absoluta Galoisgruppen av rationella talen. Den introducerades av Vladimir Drinfeld (1990) och uppkallades efter Alexander Grothendieck och Oswald Teichmüller, baserad på Grothendiecks förslag i hans Esquisse d'un Programme att studera absoluta Galoisgruppen av de rationella talen genom att relatera den till dess verkan på  Teichmüllertornet av Teichmüllergruppoider Tg,n, de fundamentala gruppoiderna av modulstackar av kurvor av genus g med n punkter borttagna. Det finns flera små variationer av gruppen: en diskret version, en pro-l-version, en k-prounipotent version och en proändlig version; de första tre versionerna definierades av Drinfeld, den mest använda versionen är den proändliga versionen